# Fabric
Fabric és una coneguda discoteca del barri londinenc de Farringdon. Inaugurada el 29 d'octubre de 1999 a Charterhouse Street, davant del mercat de Smithfield, va ser considerada la millor discoteca del món a la llista Top 100 Clubs Poll de DJ Magazine el 2007 i 2008 i classificada com a número 2 del món el 2009, 2010 i 2017.
Fabric disposa de tres sales amb sistemes de so independents. Dues de les sales tenen escenaris per a actuacions en directe. Una característica destacada del club és el terra vibrant de la Room One, conegut com a bodysonic, en què les seccions del terra estan connectades a 400 transductors de greus que emeten freqüències baixes de la música que està sonant.
Els gèneres musicals més populars els divendres a Fabric són el grime, el breakbeat, el dubstep i el drum and bass. Els dissabtes predomina el house, el techno i la música disco, de la mà dels punxadiscos internacionals de més renom. Des del febrer de 2009, els diumenges es duu a terme una festa polysexual amb música house i techno underground, amb alguna actuació en directe.
El 2001 es va llançar una sèrie de CD a través del segell discogràfic Fabric Records tant de DJ consolidats com emergents.